# John L. Holland
John Lewis Holland (* 21. Oktober 1919 in Omaha, Nebraska; † 27. November 2008) war ein US-amerikanischer Psychologe, der vor allem für seine Arbeit auf dem Gebiet der Berufswahlforschung und der Entwicklung der „Holland-Theorie“ (RIASEC-Modell) bekannt ist. Diese Theorie betont die Bedeutung der Übereinstimmung zwischen persönlichen Interessen und beruflichen Anforderungen, was als „Person-Environment Fit“ bezeichnet wird.

## Leben und Karriere
John L. Holland wurde 1919 in Omaha, Nebraska, geboren. Nach seinem Bachelor-Abschluss an der University of Nebraska im Jahr 1942 trat er während des Zweiten Weltkriegs dem Militärdienst bei. Dort war er in der Prüfungsaufsicht und als psychologischer Assistent tätig. Nach dem Krieg promovierte er im Bereich der Beratungspsychologie an der University of Minnesota.
Holland entwickelte im Jahr 1953 das Vocational Preference Inventory (VPI), das eine Berufsliste enthielt und die Elemente in Skalen organisierte. Dies war der Vorläufer des RIASEC-Hexagon-Modells. Von 1053 bis 1970 verfeinerte er seine Theorie auf Basis der neuesten Forschung. Neben dieser forschenden Tätigkeit war er in mehreren Einrichtungen tätig, unter anderem in einem Psychiatriekrankenhaus und an der Johns Hopkins University.
1970 veröffentlichte Holland seinen Fragebogen Self-Directed Search (SDS) inklusive dem Occupations Finder (OF). Nach Absolvierung des SDS erhält die Testperson einen dreistelligen Code (auch Holland-Code genannt), der dazu genutzt werden kann, passende Berufe im  OF zu recherchieren.
1977 publizierte er die erste Überarbeitung des SDS. Neben wesentlichen Änderungen erhöhte er die Anzahl der Berufe im OF. Nach seiner Pensionierung im Jahr 1980 publizierte er die dritte Auflage des SDS im Jahr 1985 und die vierte und neueste Auflage im Jahr 1994. In dieser Version ist die Anzahl der Berufe im OF sehr umfassend. 1991 veröffentlichte er das Position Classification Inventory (PCI), das es ermöglicht, Hollands Theorie auf bestehende Organisationen und Positionen anzuwenden.
Im Laufe seiner Karriere war Holland Professor an mehreren Universitäten, darunter die Johns Hopkins University, wo er die meiste Zeit seines Berufslebens verbrachte.

## Einfluss und Vermächtnis
Hollands Arbeiten haben die moderne Berufsberatung tiefgreifend beeinflusst. Sein Self-Directed Search-Test wurde in mehr als 30 Sprachen übersetzt und weltweit millionenfach angewendet. Die Holland-Theorie wird sowohl in der wissenschaftlichen Forschung als auch in der praktischen Berufsberatung genutzt.
Sein Einfluss reicht über die Psychologie hinaus und hat auch andere Disziplinen wie Soziologie, Bildungswissenschaft und Human Resource Management inspiriert.
Im Laufe seiner Karriere nahm John L. Holland an vielen Konferenzen teil und publizierte zahlreiche Fachartikel, Bücher und Buchkapitel.
Über sein Leben und seine Theorie wurde im Jahr 2020 ein Buch mit dem Titel "My life with a theory: John L. Holland's autobiography and theory of careers" veröffentlicht.
Ein zentraler Begriff der Berufsorientierung wird mit Hollands Theorie verbunden: Person–Vocation Fit. Diese Form der Passung ist, wie der Person-Job Fit, ein Teil des Person–Environment Fit. Definiert wird der Begriff Person–Vocation Fit als eine Verbindung von Personen mit Berufen, die den eigenen Interessen entsprechen.
Holland wird vermutlich für immer dafür bekannt sein, eine dauerhafte Verbindung zwischen der Berufspsychologie und einer geometrischen Form geschaffen zu haben, indem er das Hexagon wählte, um die Passung zwischen Umwelt und Person grafisch darzustellen.

## Holland-Theorie der beruflichen Interessen
John L. Holland entwickelte ein System zur Klassifizierung von Berufen und persönlichen Interessen, das in sechs grundlegenden Persönlichkeitstypen kategorisiert wird: 
- Realistische Orientierung

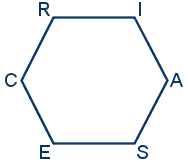
RIASEC-Modell nach Holland

- Investigative/forschende Orientierung
- Artistic (künstlerische) Orientierung
- Soziale Orientierung
- Enterprising / unternehmerische Orientierung
- Conventional / Ordnend-verwaltende Orientierung[7]

Dieses Modell, bekannt als RIASEC-Modell, hat hohe Bedeutung für die Berufsorientierung und -beratung. Hollands Ansatz geht davon aus, dass die berufliche Zufriedenheit und Leistung am größten sind, wenn Persönlichkeit und Berufsumfeld optimal zusammenpassen.
Im Zuge seiner Forschung hat er sechs Umweltsysteme definiert, die sowohl die physische als auch die soziale Umwelt mit einbeziehen. Diese sechs Systeme bilden die sechs Persönlichkeiten ab. Befindet sich zum Beispiel eine Person mit einem sozialen Persönlichkeitstyp in einer sozialen Umwelt, kann dies zu zahlreichen positiven Auswirkungen führen. Darunter fallen unter anderem Arbeitszufriedenheit, Berufserfolg aber auch Stabilität des Berufes. Befindet sich der Mitarbeiter also in einer passenden Umgebung, ist die Wahrscheinlichkeit geringer, dass er nach einer anderen (passenderen) Umwelt sucht.

## Auszeichnungen
John L. Holland erhielt 1963 den Eli Lilly and Company-Elanco Research Award und 1994 die Auszeichnung für herausragende berufliche Beiträge zur Wissenschaft der American Psychological Association (APA). Kurz vor seinem Tod im Jahr 2008 erhielt er den Preis der APA für herausragende wissenschaftliche Anwendungen der Psychologie.

## Tod
John L. Holland verstarb am 27. November 2008 in Baltimore (Maryland), nur wenige Tage nachdem ihn die American Psychological Association (APA) für seine „herausragenden wissenschaftlichen Anwendungen der Psychologie“ und „außergewöhnlichen Beiträge zur Berufspsychologie und Persönlichkeitsforschung“ ehrte. Er wurde 89 Jahre alt.
Sein wissenschaftliches Werk bleibt sehr bedeutend für die Berufspsychologie.

## Nachfolgende Entwicklungen
2010 wurden die Codes des Occupational Information Network (O*NET) in das Occupations Finder (OF) integriert. 2013 erschien die fünfte Auflage des Self-Directed Search (SDS) Form R, die zusätzlich einen Occupations Finder für Soldaten und Veteranen enthält (Veterans and Military Occupations Finder, VMOF). Dieses 5. Edition wurde von Melissa A. Messer unter Mitwirkung von John L. Holland vor dessen Tod entwickelt und von Messer anschließend auf Grundlage seiner wissenschaftlichen Arbeiten fertiggestellt.
2017 wurden die Varianten StandardSDS und StudentSDS veröffentlicht. Gleichzeitig wurde die SDS-Website aktualisiert, um Berichte für Standardnutzer, Studierende und Veteranen einzubinden.

## Kritische Würdigung der Holland Theorie
Holland hat die sechs Persönlichkeitsmerkmale des RIASEC-Modells als weitgehend unveränderbar angenommen. Außerdem vernachlässigte er weitere Faktoren, die den beruflichen Entscheidungsprozess beeinflussen.
Peng Wang und Kollegen bemängeln an Hollands RIASEC-Modell darüber hinaus, dass kulturelle Faktoren die beruflichen Interessentypen beeinflussen und Hollands Tests dies nicht ausreichend berücksichtigen. Darüber hinaus sind durch die technologische Revolution zahlreiche Berufe neu entstanden, wodurch viele Berufsbezeichnungen und Arbeitsaufgaben im RIASEC-Modell veraltet sind. Die Forscher schlugen in Folge ein aktualisiertes und auf die Situation in China abgestimmtes Modell mit neun Interessenstypen vor.

## Veröffentlichungen (Auswahl)

### Bücher
- Holland, J. L. (1966). The psychology of vocational choice: A theory of personality types and model environments. Blaisdell.
- Holland, J. L. (1973, 1985 & 1997). Making vocational choices: A theory of vocational personalities and work environments. Psychological Assessment Resources. ISBN 978-0911907278
- Gottfredson, G. D. & Holland, J. L. (1996). Dictionary of Holland Occupational Codes. Psychological Assessment Resources Incorporated. ISBN 978-0911907261

### Artikel und Inventare
- Holland, J. L. (1953). The vocational preference inventory. Consulting Psychologists Press.
- Holland, J. L. (1970, 1977, 1985, 1990, 1994 & 2013). The Self-Directed Search: Professional manual. Psychological Assessment Resources Incorporated.
- Holland, J. L., & Gottfredson, G. D. (1991). The position classification inventory. Psychological Assessment Resources.
- Holland, J. L., & Gottfredson, G. D. (1994). The career attitudes and strategies inventory. Psychological Assessment Resources.